# Frans Brüggen
Frans Brüggen, właśc. Franciscus Jozef Brüggen [brüɦ'n] (ur. 30 października 1934 w Amsterdamie, zm. 13 sierpnia 2014 tamże) – holenderski flecista, dyrygent i pedagog.
Kształcenie muzyczne rozpoczął w Amsterdamie, ucząc się w tamtejszym konserwatorium gry na flecie prostym i poprzecznym. Następnie od 1952 studiował muzykologię na uniwersytecie w Amsterdamie. Po odebraniu dyplomu magistra w 1956 rozpoczął pracę naukową i pedagogiczną, będąc profesorem klasy fletu prostego i poprzecznego w konserwatoriach w Hadze i Amsterdamie.
Brüggen koncertował w całej Europie jako solista i kameralista. Był wirtuozem gry na flecie prostym oraz znawcą stylu wykonawczego muzyki baroku. Utwory kompozytorów tej epoki (szczególnie François Couperina) wykonywał nie tylko solowo, ale także w zespole muzyki dawnej.
Wraz z Sieuwertem Versterem założył, w roku 1981, Orkiestrę XVIII wieku (Orkest van de Achttiende Eeuw). Jest to zespół muzyków, różnych narodowości, wykonujący muzykę dawną na instrumentach z epoki i ich kopiach.
Frans Brüggen jako dyrygent współpracował z takimi orkiestrami jak: Koninklijk Concertgebouworkest, Orchestra of the Age of Enlightenment, Rotterdam Philharmonic, Chamber Orchestra of Europe, Philharmonisches Staatsorchester Hamburg, Oslo Philharmonic, City of Birmingham Symphony Orchestra, Wiener Philharmoniker, Tonhalle-Orchester w Zurychu, Stockholm Philharmonic oraz English Chamber Orchestra.
Odznaczony Złotym Medalem Honorowym za Sztukę i Naukę oraz kawalerią Orderu Lwa Niderlandzkiego. W 2005 został odznaczony Złotym Medalem „Zasłużony Kulturze Gloria Artis”.